# Taktile Gebärden
Taktile Gebärden sind ein häufig verwendetes Kommunikationsmittel für taubblinde Menschen. Es basiert auf einer Gebärdensprache oder einem anderen System manueller Kommunikation.
Die Taktilen Gebärden beziehen sich auf die Art oder das Medium, d. h. das Gebärden (mithilfe einer Gebärdensprache oder eines Codes) durch Berührung übermittelt werden. Es wird nicht angegeben, ob der Gebärdende eine taktile Form einer Gebärdensprache, eine modifizierte Form einer manuell kodierten Sprache oder etwas anderes verwendet.

## Arten
Bis in die 1970er Jahre lebten die meisten taubblinden Menschen in Isolation. Als Fachleute auf diese Bevölkerungsgruppe aufmerksam wurden, versuchte man, taubblinden Menschen zu helfen, indem man Handalphabete schuf oder Gebärdensprachen gehörloser Menschen modifizierte. Es wurden mehrere Methoden der taubblinden Kommunikation entwickelt, darunter:
- Hand-über-Hand (hand-over-hand, auch hands-on-signing): Die Hände des Empfängers werden leicht auf den Handrücken des Gebärdenenden gelegt, um die Zeichen durch Berührung und Bewegung zu lesen. Die beim hand-over-hand-signing verwendete Sprache ist häufig eine leicht modifizierte Version der lokalen Gebärdensprache. Dies ist insbesondere dann der Fall, wenn sie von Menschen verwendet wird, die das visuelle Lesen von Gebärden gelernt haben, bevor sie wie beim Usher-Syndrom ihr Sehvermögen verlieren. Die verwendete Sprache kann auch eine manuell kodierte Version der lokalen gesprochenen Sprache oder ein Mittelweg zwischen beiden sein, sogenannte Kontaktgebärden.
- Tracking: Der Zuhörer legt seine Hand leicht auf die Handgelenke oder Unterarme des Gebärdenden, um ihm das visuelle Verfolgen der Gebärden zu erleichtern (da der Zuhörer die Position seiner eigenen Hände kennt und sich somit auf die Hände des Gebärdenden konzentrieren kann, während diese sich im Raum bewegen. Der Zuhörer, der „Tracking“ verwendet, hat normalerweise ein eingeschränktes Sichtfeld).
- Protactile: Protactile hat einige Gemeinsamkeiten mit der Hand-über-Hand-Gebärdensprache und umfasst die Verwendung von Gebärden an Händen, Handgelenk, Ellbogen, Arm, oberem Rücken und in sitzender Position an Knien und Oberschenkeloberseite. Protactile wurde von Taubblinden erfunden und kommuniziert nicht nur Wörter, sondern auch Informationen über Emotionen und die Umgebung.
- Taktiles Fingeralphabet: Eine manuelle Form des Alphabets, bei der Wörter buchstabiert werden, ist möglicherweise die bekannteste, da Anne Sullivan diese Methode zur Kommunikation mit Helen Keller verwendete. Es können verschiedene manuelle Alphabete (Fingeralphabete) verwendet werden. Auch hier legt der Zuhörer eine Hand über die des Gebärdenden.
- Lormen: Ein Hand-Tast-Alphabet, das im 19. Jahrhundert vom taubblinden Erfinder und Romanautor Hieronymus Lorm entwickelt und in mehreren europäischen Ländern verwendet wurde.
- Nachzeichnen oder Auf-der-Handfläche-Malen: Die Buchstaben (oder Formen) werden auf der Handfläche oder dem Körper des Empfängers nachgezeichnet. Großbuchstaben, die auf einheitliche Weise erzeugt werden, werden als „Blockalphabet“ oder „Spartanisches Alphabet“ bezeichnet.
- Braille-Zeichen: Sechs Punkte auf der Handfläche stellen die sechs Punkte einer Braille-Zelle dar. Alternativ kann der Gebärdende auf einen Tisch „tippen“, als würde er eine Braille-Schreibmaschine verwenden und der Empfänger legt seine Hände darauf. Bei dieser Methode können mehrere Empfänger übereinander sitzen, ein gegenübersitzender Empfänger liest die Braille-Zelle jedoch rückwärts.

Darüber hinaus können einfache Antwortmöglichkeiten wie ein Klopfen für „Ja“ oder eine Reibebewegung für „Nein“ einbezogen werden. In Japan wird ein von einer taubblinden Frau entwickeltes System verwendet, um die fünf Vokale und fünf Hauptkonsonanten der japanischen Sprache auf den Fingern darzustellen, wobei der Gebärdende auf einen Tisch „tippt“ und der Empfänger seine Hände darauf legt, um „zuzuhören“.
Besonders schwierig war die Kommunikation mit taub-blinden Kindern oder Babys, die keine Gelegenheit hatten, eine natürliche (Laut- oder Gebärden-)Sprache zu erlernen. Nachfolgend sind einige dieser Versuche aufgeführt.
- Koaktives Gebärden: Der Sender bewegt und manipuliert die Hände und Arme der taubblinden Person, um Gebärdenformen oder mit den Fingern buchstabierte Wörter zu bilden. Dies wird häufig bei taubblinden Kindern verwendet, um ihnen Gebärden beizubringen, sowie bei Menschen mit einer geistigen Behinderung.
- Körperzeichen: Der Körper der taubblinden Person wird verwendet, um die Zeichenformation mit einer anderen Person zu vervollständigen. Z. B.: Kinn, Handfläche, Brust. Wird oft bei Menschen verwendet, die auch eine geistige Behinderung haben.

## Gemeinschaften entwickeln sich
Im Laufe der Jahrzehnte begannen taubblinde Menschen Gemeinschaften zu bilden, in denen taktile Sprachen geboren wurden. Wie taube Menschen, die sich in Gemeinschaften zusammenfanden, zuerst erfundene Modifikationen der Lautsprache verwendeten und dann ihre eigenen natürlichen Sprachen entwickelten, die zum Leben gehörloser Menschen passten (d. h. visuelle Sprachen), so verwendeten taubblinde Menschen in Gemeinschaften zuerst abgewandelte Formen visueller Sprachen und entwickeln heute ihre eigenen natürlichen taktilen Sprachen.
Eine der aktivsten Gemeinschaften befindet sich in der Gegend von Seattle im US-Bundesstaat Washington.

## Vergleich zur visuellen Gebärdensprache
Es gibt nur wenige Daten zu den Besonderheiten der Unterschiede zwischen visueller und taktiler Gebärdensprache. Studien deuten jedoch auf einen erheblichen Unterschied hin. Beim Hand-über-Hand-Gebärden werden Elemente der Gebärdensprache der Gehörlosen, die als „nicht-manuelle Merkmale“ (wie z. B. Gesichtsausdruck) bekannt sind, nicht erkannt und müssen durch zusätzliche, manuell erzeugte Informationen ersetzt werden. Zu den häufigen nicht-manuellen Merkmalen der Gebärdensprache der Gehörlosen, die bei der taktilen Gebärdensprache fehlen, gehören hochgezogene Augenbrauen als Fragezeichen und ein Kopfschütteln als Verneinung.
Taktile Zeichensprache findet auch in einem kleineren Raum statt als es für visuelle Gebärdensprache üblich ist. Zeichen, die den Körper berühren, können in einen neutraleren Raum verschoben werden. Andere Zeichen, die normalerweise an einer Stelle außerhalb der Reichweite (wie dem Bein) erzeugt werden, können modifiziert werden (entweder buchstabiert oder es wird ein abweichendes Zeichen verwendet).
Für den Sprecherwechsel sowie für Begrüßungen und Verabschiedungen gelten unterschiedliche Regeln.
Ein Beispiel für eine Sprache, die sich auf natürliche Weise unter Taubblinden entwickelt hat, ist die Bay Islands Sign Language in Honduras.

## Geschichte
Im Jahr 1648 schrieb John Bulwer in England über ein Paar, das sich mit der Kommunikation durch taktile Zeichen auskannte:
"A pregnant example of the officious nature of the Touch in supplying the defect or temporall incapacity of the other senses we have in one Master Babington of Burntwood in the County of Essex, an ingenious gentleman, who through some sicknesse becoming deaf, doth notwithstanding feele words, and as if he had an eye in his finger, sees signes in the darke; whose Wife discourseth very perfectly with him by a strange way of Arthrologie or Alphabet contrived on the joynts of his Fingers; who taking him by the hand in the night, can so discourse with him very exactly; for he feeling the joynts which she toucheth for letters, by them collected into words, very readily conceives what shee would suggest unto him. By which examples [referring to this case and to that of an abbot who became deaf, dumb, and blind, who understood writing traced upon his naked arm] you may see how ready upon any invitation of Art, the Tact is, to supply the defect, and to officiate for any or all of the other senses, as being the most faithful sense to man, being both the Founder, and Vicar generall to all the rest."
Die taubblinde Victorine Morriseau (1789–1832) lernte als Kind erfolgreich Französisch.
Laura Bridgman war das erste taubblinde amerikanische Kind, das eine bedeutende Ausbildung in der englischen Sprache erhielt, zwanzig Jahre vor der berühmteren Helen Keller; Lauras Freundin Anne Sullivan wurde Helen Kellers Assistentin. Bridgman wurde im Alter von zwei Jahren taubblind, nachdem sie an Scharlach erkrankte. Sie wurde am Perkins Institution for the Blind ausgebildet, wo sie unter der Anleitung von Samuel Gridley Howe das Lesen und Kommunizieren mit Braille und dem von Charles-Michel de l’Epée entwickelten Fingeralphabet lernte.